# 아메리칸 신디케이트 2 - 백 투 백
《아메리칸 신디케이트 2: 백 투 백》(영어: Back to Back 혹은 영어: American Yakuza 2, 영어: Back to Back: American Yakuza 2)는 미국에서 제작된 로저 나이가드 감독의 1996년 액션 드라마 영화이다. 《아메리칸 신디케이트》(1993)의 속편이다. 마이클 루커 등이 출연하였고, 아키 고미네 등이 제작에 참여하였다.

## 출연진
- 마이클 루커
- 이시바시 료
- 대니엘 해리스
- 존 로클린
- 다카스기 고
- 보브캣 골드스웨이트
- 빈센트 스키어벨리
- 스티븐 퍼스트
- 팀 토머슨
- 프레드 윌러드
- 릴런드 오서

## 기타 제작진
- 라인 제작: 토머스 캘러브리즈
- 공동 제작: 마이클 레이히
- 배역: 마크 틸먼
- 미술: 앤서니 스테이블리
- 의상: 웬디 벤브룩